# Animal Liberation Front
O Animal Liberation Front (em tradução livre "Frente de Libertação Animal"), mais conhecido pela sigla ALF, é um grupo de ativistas dos direitos animais que usam a ação direta para libertá-los, incluindo resgates de instalações e sabotagens, como modo de protesto e boicote econômico à experimentação em animais, o uso de animais como roupa, alimento ou outras indústrias baseadas na exploração de animais. Qualquer ação direta que promova libertação animal e que "toma toda a precaução razoável para não pôr em perigo vidas de animais (humanos ou não)" pode ser reivindicada como feita pela ALF, enquanto que seja consistente com os outros objetivos da organização.

## Características
A ALF é um modelo de luta horizontal (sem líderes). As células do grupo, atualmente ativas ao redor de 35 países, operam clandestinamente e independentemente uma das outras. Uma célula pode consistir em uma só pessoa. Robin Webb, antigo editor da Animal Libertion Front Press Office, no Reino Unido, tem uma frase sobre este modelo de ativismo: "Por isto que o FLA não pode ser destruído, não pode ser infiltrado, não pode ser parado. Você, todos e cada um de vós: vocês são o ALF.

## Diretrizes do Frente de Libertação Animal
- Libertar os animais dos locais de abuso, ou seja, laboratórios, fazendas industriais, fazendas de peles, etc., e colocá-los em boas casas onde possam viver suas vidas naturalmente, livres de sofrimento.
- Infligir danos econômicos àqueles que lucram com a miséria e a exploração de animais.
- Revelar o horror e as atrocidades cometidas contra os animais por trás de portas trancadas, por meio da realização de ações diretas não-violentas e liberações.
- Tomar todas as precauções necessárias para não ferir qualquer animal, humano ou não humano.
- Analisar as ramificações de qualquer ação proposta e nunca aplicar generalizações quando informações específicas estiverem disponíveis.[1]

## Reivindicações das ações diretas
As ações são reivindicadas anonimamente contatando as repartições de imprensa do Front, que publicam algumas delas em sua página ou no Bite Back, sobre ações diretas. A repartição de imprensa é dirigida por Webb no Reino Unido e por Jerry Vlasak nos Estados Unidos.

### Grupo de apoio
Apesar da ALF não ter existência formal, o Animal Liberation Front Supporters Group (ALFSG) existe para apoiar ativistas que são presos por ações em favor da libertação animal.